# Humbécourt
Humbécourt is een gemeente in het Franse departement Haute-Marne (regio Grand Est) en telt 661 inwoners (1999). De plaats maakt deel uit van het arrondissement Saint-Dizier.

## Geografie
De oppervlakte van Humbécourt bedraagt 20,7 km², de bevolkingsdichtheid is 31,9 inwoners per km².
In het oosten van de gemeente begint het Forêt du Val, een groot bosgebied dat zich uitstrekt tussen de valleien van de Marne en de Blaise.
De onderstaande kaart toont de ligging van Humbécourt met de belangrijkste infrastructuur en aangrenzende gemeenten.

## Demografie
Onderstaande figuur toont het verloop van het inwonertal (bron: INSEE-tellingen).